# Synagogue de Schifferstadt (1892-1938)

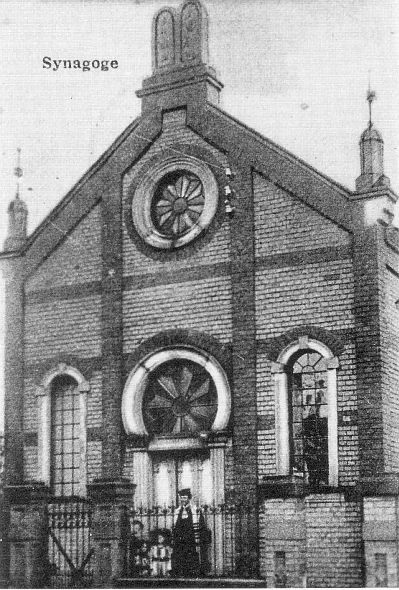
La synagogue de Schifferstadt en 1892

La synagogue de Schifferstadt située au 48 Bahnhofstraße, a été construite en 1892 et comme la majorité des synagogues en Allemagne, elle sera détruite par les nazis en 1938.
Schifferstadt est une ville du Land de Rhénanie-Palatinat. Située à 10 km au nord de Spire et à 15 km au sud-ouest de Ludwigshafen am Rhein, elle compte actuellement un peu moins de 19 600 habitants.

## Histoire de la communauté juive

### La communauté juive avant le nazisme
Comme le mentionnent certains documents, des Juifs ont vécu à Schifferstadt de façon individuelle et ponctuelle au cours du XVIIe (Jacob Jud zu Schiuerstatt en 1662) et du XVIIIe siècle (entre 1715 et 1747), mais les origines de la communauté ne remontent qu'au XIXe siècle. 
Vers 1800, une famille juive vit dans le village (Marx Isack avec Mme Hindel, plus tard sous le nom de Landmann). En 1815, on compte douze habitants juifs, en 1848 huit familles avec 37 personnes. En 1856, sur la base des dispositions légales d'une ordonnance royale de Bavière de janvier 1854, une communauté juive indépendante est fondée par les sept familles juives de l'époque. Celles-ci ne veulent pas être rattachées à une autre communauté, car la distance à la communauté juive la plus proche est à plus d'une heure de route. En 1890, le nombre d'habitants juifs atteint 60, puis ce nombre va progressivement diminuer, plusieurs familles partant s'installer dans les grandes villes allemandes et, à partir de 1933, quittant l'Allemagne.  
La communauté possède une synagogue, une école juive, un Mikvé (bain rituel) et un cimetière. Pour l'instruction religieuse elle engage un enseignant qui est employé aussi comme officiant et comme Shohet (abatteur rituel). Comme enseignant, la communauté a embauché successivement: Isaak Strasburger en 1856; David Mayer en 1867; Hermann Caspary en 1872; Lehrer Heymann en 1873; Julius Dreyfuss originaire de Schirrhoffen en Alsace pour les années 1876 et 1877; puis Levi Stein  de Crainfeld en 1878-1879,; Bernhard Wunsch de Wiess en Bohême en 1881; Samuel Michel de Freilingen de 1884 à 1897,; Abraham Kottke de Niepotomice de 1897 à 1899; Max Bienheim de Magdebourg en 1900; Josef Lang en 1903; Benno Müller de 1903 à 1909; le chantre Silberstein en 1910; Benno Grünberg de 1911 à 1917, plus tard enseignant à Spire, déporté au camp de Gurs  et assassiné à Auschwitz; David Jakob de Weitersweiler de 1917 à 1920; Aschenbrand de Laubach en 1929-1931; Wilkow en 1931, qui émigrera avant la Seconde Guerre mondiale à Dublin. La communauté dépendait du rabbinat de district de Frankenthal.   
Lors de la Première Guerre mondiale, la communauté perd un de ses membres, Moritz Landmann tombé au front en 1917. Parmi les familles juives, on compte des négociants en bétail et en chevaux, ainsi qu'en produits du terroir. Certaines ont créé des sociétés, comme la fabrique de chaussures Landmann, les grands magasins Bender ou la fabrique de produits manufacturés Mayer. 
En 1925, la communauté compte encore 48 personnes. Les responsables de la communauté sont: Adolf Reiß, Max Löb, Jakob Groß et Jakob Rubel. L'enseignant Aschenbrand donne des cours d'instruction religieuse à quatre enfants juifs dont deux à l'école publique. En 1932, les responsables de la communauté sont: Adolf Reiß, président; Sigismund König, vice-président et trésorier et Max Löb, vice-président. 

### La communauté juive pendant la période nazie
En 1933, lors de l'arrivée au pouvoir d'Adolf Hitler, 35 Juifs vivent encore à Schifferstadt. En raison de la répression croissante et du boycott des commerces et établissements juifs, dans les années qui suivent, la plupart des familles juives vont quitter la ville, si bien qu'en 1936 on ne compte plus que 26 résidents juifs; en 1937:24; en 1938: 20 et en mai 1939: 11. En octobre 1940, il n'y a plus que 3 habitants juifs. Sur les 35 Juifs de 1933, 18 ont émigré à l'étranger. Ceux qui sont restés et la plupart de ceux qui se sont réfugiés dans d'autres villes allemandes ont été déportés vers Gurs dans le sud de la France avant d'être envoyés dans les camps d'extermination.  
Le mémorial de Yad Vashem de Jérusalem et le Gedenkbuch - Opfer der Verfolgung der Juden unter der nationalsozialistischen Gewaltherrschaft in Deutschland 1933-1945 (Livre commémoratif – Victimes des persécutions des Juifs sous la dictature nazie en Allemagne 1933-1945) répertorient 17 habitants nés, ou ayant vécu longtemps à Schifferstadt parmi les victimes juives du nazisme.      

## Histoire de la synagogue

### Les premières synagogues
Au début du XIXe siècle, les Juifs vivant à Schifferstadt fréquentent d'abord la synagogue de Spire distante d'une dizaine de km, puis celle de Böhl à 6 km. Depuis 1826, il existe à Schifferstadt une salle de prière. Cette salle dont on ignore l'emplacement exact, meublée et équipée des rituels nécessaires au culte par l'ensemble des familles juives, va servir la communauté pendant 25 ans. 
Probablement en raison de l'augmentation du nombre de fidèles et d'exigences accrues, les familles juives achètent en 1851 pour 500 florins un bâtiment au 22 Neue Sandgasse (maintenant: Hauptstraße) et le transforme en nouvelle salle de prière dont l'inauguration a lieu le 30 juillet 1852. Le bâtiment fait environ 9 mètres sur 5 au total, la salle de prière elle-même fait 6 mètres par 5, l'appartement de l'enseignant situé sur le même étage environ 3 mètres par 5. La salle de prière est divisée en deux parties, une pour les hommes et l'autre pour les femmes et possède deux entrées séparées pour les hommes et pour les femmes. Il y a de la place pour 20 hommes et 12 femmes. Très rapidement, la structure du bâtiment pose de gros problèmes et doit faire l'objet de nombreuses réparations dans les années qui suivent. Malgré cela, le bâtiment se trouve en 1888 dans un état délabré. Dans son compte rendu du 15 juillet 1888, le Comité de la synagogue déclare: « La synagogue de la communauté israélite de Schifferstadt est devenue si délabrée au cours des dernières années qu'elle doit maintenant soit être complètement abandonnée soit faire l'objet de réparations sans commune mesure avec la valeur du bâtiment… ». 
Il est donc décidé de vendre l'ancienne synagogue et d'en construire une nouvelle. La décision ne se fait pas sans controverse, car le financement pour le relativement petit nombre de familles s'avère très difficile. Mais en 1890, un incendie dans la maison située devant la synagogue convainc les derniers réticents de la nécessité d'un nouveau bâtiment, car la synagogue a été tellement endommagée que le bâtiment doit être immédiatement démoli.

### La construction de la nouvelle synagogue
Jusqu'à la construction de la nouvelle synagogue, les offices se tiennent dans la salle de danse à l'étage supérieur de l'auberge Zu den drei Lilien (Aux trois lys) au 16 Kirchenstraße. Le coût de construction de la nouvelle synagogue, initialement fixé à 4 800 marks est réévalué à 6 200 marks. En 1891, la communauté achète un terrain de 350 m² au 48 Bahnhofstrasse. Pour l'obtention des fonds, les autorités autorisent une collecte dans l'ensemble du royaume de Bavière. Le magazine Der Israelit lance un appel au don:     
« Appel à la construction d'une synagogue à Schifferstadt (Palatinat rhénan). La communauté juive de Schifferstadt, composée de 8 familles et comptant au total 45 âmes, a célébré ses offices jusqu'à récemment dans petite maison de prière appartenant à la communauté. Cette maison de prière était en si mauvais état structurel depuis plusieurs années qu'une réparation appropriée n'était plus possible…la communauté n'avait d'autre choix que de se débarrasser des ruines et d'envisager l'acquisition d'une salle de prière appropriée.
En raison de l'absence de tout autre espace convenable, la communauté a entre-temps loué la salle de bal dans une taverne et l'a arrangée pour la tenue des offices de manière provisoire. Cependant, en peu de temps, l'expérience a montré que cette installation est tout à fait intenable à long terme, et qu'il n'y a pas d'autre moyen pour la communauté religieuse que de posséder sa propre maison de culte pour un service religieux digne et sans interférence.

Convaincue de cette nécessité, la communauté religieuse a déjà fait de grands efforts pour obtenir les moyens financiers nécessaires à la construction de leur propre synagogue. Selon les prévisions budgétaires actuelles, la construction d'une synagogue répondant aux exigences les plus modestes, y compris pour l'aménagement intérieur, nécessitera au moins 7 000 marks. Puisque cette somme, avec le sens le plus sacrificiel des fidèles, ne peut pas être supportée par eux, la demande la plus suppliante est faite à tous les cœurs nobles pour soutenir cette petite communauté israélite dans leur entreprise… »
Les sommes récoltées se montent à 1 272 marks pour le Palatinat et à 1 137,62 marks pour le reste de la Bavière. La municipalité décide d'offrir 1 000 marks. Le solde nécessaire est recueilli parmi les familles juives de Schifferstadt.
La construction de la synagogue, réalisée par l'entreprise Münch de Spire, s'avère assez complexe, car il a fallu s'assurer que dans la mesure du possible, les maisons avoisinantes n'obstrueraient pas la lumière naturelle. Les travaux sont réalisés au printemps-été 1892, et le 9 et 10 septembre 1892 le rabbin du district Dr Jakob Salvendi de Dürkheim, inaugure la synagogue lors d'une grande fête en présence des communautés de toute la région.   
Une annonce est passée dans le journal de Spire avec le programme des festivités:
« Inauguration de la nouvelle synagogue de Schifferstadt le 9 et 10 septembre 1892 
Début des festivités: vendredi après-midi à 3h30; Office du soir: 6h00; Banquet de fête chez Adler à 8h00 du soir
Samedi matin 9h00: office festif avec sermon; 11h00: parade musicale sur la Prinzregenten-Linde et apéritif-concert.

Samedi après-midi 3h00: grand concert à [l'auberge] Zum Grünen Baum; le soir 8h00: bal festif au Zum Grünen Baum.
 Vous êtes cordialement invités à ces festivités. La Comité de la synagogue. »
Le magazine juif Der Israelit décrit en détail l'inauguration:  
« L'inauguration de la nouvelle synagogue s'est déroulée de manière exaltante, avec une participation très animée. Le cortège s'est mis en mouvement vers 4h30, sous le bruit des pétards…à travers une rue occupée par une foule dense, dans l'ordre suivant: Les enfants des écoles avec des drapeaux, le chœur de la synagogue, la porteuse de la clé accompagnée de jeunes filles vêtues de blanc, le comité de la synagogue, trois porteurs de Torah, le rabbin du district, le Dr Salvendi de Durkheim, l'enseignant Michel, le chantre Singer de Frankenthal, le représentant du bureau royal du district, Mr. Esslinger, assesseur du bureau du district, le maître d'œuvre de la synagogue, Mr le contrôleur de construction du district Münch, le bourgmestre avec ses deux adjoints et l'ensemble du conseil municipal. Ils ont été suivis par un grand nombre de participants à la fête, résidents et non-résidents. 
Devant le portail de la synagogue, le président de la communauté, Mr. Léopold Mayer, a prononcé une chaleureuse allocution de bienvenue aux personnes rassemblées. Sa fille a alors, après récitation d'un poème talentueux, présenté la clef couchée sur un coussin à l'assesseur du bureau du district, qui après un discours courtois l'a remise au Dr Salvendi, rabbin du district. Celui-ci, dans une déclaration très sincère, a remercié les représentants du gouvernement pour leur présence, puis a exprimé au nom de la communauté et de toutes les personnes impliquées,son immense gratitude pour le soutien à cette noble œuvre. Puis il a ouvert les portes et la procession est entrée au son de Ono. 
Après la prière de dédicace et un chant de la chorale de la synagogue, le Dr Salvendi a prononcé le sermon de fête sur la définition et la finalité de la maison de Dieu. Une chanson chorale a suivi l'excellent sermon, puis ce fut la prière pour la communauté, le prince régent, l'empereur et la patrie,. »
En termes d'architecture, la synagogue de Schifferstadt est l'un des derniers édifices synagogaux à présenter des éléments stylistiques néo-orientaux. Le modèle pour cela était la synagogue construite par Friedrich von Gärtner en 1830-1832 à Ingenheim. La synagogue est construite en brique et est couronnée des Tables de la Loi. Un élément caractéristique à Schifferstadt est le grand arc en fer à cheval au-dessus du portail, qui repose sur deux chapiteaux. À l'intérieur, la synagogue de Schifferstadt possède un plafond plat peint en bleu avec des étoiles. L'Arche Sainte est en bois laqué blanc.

### La destruction de la synagogue
La synagogue va servir dans les décennies suivantes comme centre cultuel et culturel de la communauté juive. Vraisemblablement jusqu'en 1933, les offices sont célébrés dans la synagogue. Mais, en raison du départ de plusieurs familles dès l'arrivée des nazis au pouvoir, il devient de plus en plus difficile d'atteindre un Minian (quorum de dix hommes juifs pour célébrer un office). Aussi, quelque temps avant 1938, la synagogue n'est plus utilisée à des fins de culte. Lors de la nuit de Cristal, du 9 au 10 novembre 1938, la synagogue est incendiée au petit matin par des membres de la S.A de Mutterstadt et de Schifferstadt. Entre six et sept heures, l'essence versée dans le bâtiment provoque une forte explosion, blessant deux membres de la S.A. Après l'incendie, seules les fondations du bâtiment sont restées intactes. En mai 1939, la communauté juive est forcée de vendre le terrain, les décombres du bâtiment ainsi que la maison de l'enseignant encore debout à la municipalité pour 700 marks. En fin de compte, la communauté ne recevra que 262 marks, car le coût du déblaiement du terrain sera déduit du montant de la vente. 
Après 1945, le terrain de la synagogue détruite, dans le cadre du processus de restitution des biens juifs, est restitué à la communauté juive de Landau, mais celle-ci n'en ayant pas l'utilisation le vend en 1951 à des particuliers de Schifferstadt. Quelques années plus tard, le terrain est de nouveau bâti. Le 25 novembre 1984, une pierre commémorative est érigée sur une propriété voisine. Le texte en allemand est le suivant :
« Gen. 4,9  Dan. 3,17. Zum Andenken an die Schifferstadt Synagoge. 1892 hatten unsere jüdischen Mitbürger ihr Bethaus in der Bahnhofstrasse 48 errichtet. 1938 führte fanatischer Rassenwahn zu ihrer Zerstörung durch Brand. An dieser Stelle gedenken wir auch unserer jüdischen Familien Bender, Freundlich, König, Landmann, Levy, Löb, Mängen, Mayer Bernh., Mayer Isaak, Mayer Ludwig, Reiss, Rubel, Oppenheimer, Weiler. Die Judenverfolgung der NS-Zeit hat über sie unsägliches Leid gebracht
(Genèse 4,9 - Daniel 3,17. En mémoire de la synagogue de Schifferstadt. En 1892, nos concitoyens juifs érigèrent leur maison de prière au 48 Bahnhofstrasse. En 1938, la folie raciale fanatique conduisit à sa destruction par le feu. En ce lieu, nous commémorons aussi nos familles juives Bender, Freundlich, König, Landmann, Levy, Löb, Mängen, Mayer Bernh, Mayer Isaak, Mayer Ludwig, Reiss, Rubel, Oppenheimer, Weiler.  La persécution des Juifs de l'époque nazie leur a causé d'indicibles souffrances) »